# Parzewnia
Parzewnia [paˈʐɛvɲUn] (en alemán: Karlstal) es un asentamiento en el distrito administrativo de Gmina Żerków, dentro deldistrito de Jarocin , Voivodato de Gran Polonia, en el oeste de Polonia central. Se encuentra aproximadamente a 4 kilómetros del suroeste de Żerków, 9 kilómetros al norte de Jarocin, y a 59 kilómetros del sureste de la capital regional Poznan.